# Placosoma limaverdorum
Placosoma limaverdorum — вид ящірок родини гімнофтальмових (Gymnophthalmidae). Ендемік Бразилії.

## Поширення і екологія
Placosoma limaverdorum мешкають з горах Серра-де-Батуріте, Серра-де-Марангуапе і Серра-де-Аратанья в штаті Сеара на північному сході Бразилії. Вони живуть в брехос — гірськах анклавах вологих атлантичних лісів, оточених напівпосушливими заростями каатинги.